# Niedźwiedzkie (powiat ełcki)
Niedźwiedzkie (niem. Niedzwetzken, 1936–1945 Wiesengrund) – wieś w Polsce położona w województwie warmińsko-mazurskim, w powiecie ełckim, w gminie Prostki.
W latach 1975–1998 miejscowość należała administracyjnie do województwa suwalskiego.